# Conulicoccus beardsleyi
Conulicoccus beardsleyi är en insektsart som beskrevs av Williams 1985. Conulicoccus beardsleyi ingår i släktet Conulicoccus och familjen ullsköldlöss. Inga underarter finns listade i Catalogue of Life.